# Annika Henning
Annika Henning, född 25 juli 1981 i Lund, är en svensk journalist och författare.
Annika Henning debuterade år 2007 med barnboken Hunden Rund och äventyret Dej (illustration Maria Nilsson) på Damm Förlag. Åren därpå följdes den upp med ytterligare fyra barnböcker i samma serie.  Böckerna är översatta till flera språk, däribland spanska och ryska.
I maj 2014 släpps hennes sjätte bok Forken blir sjuk på Hirschfeld Media. 
Annika Henning har tidigare arbetat på Aftonbladet, Sydsvenskan, Kvällsposten, Metro och City Lund (arbetsplats mars 2014).
| Verk                          | Förlag           | Utgivningsår |
| ----------------------------- | ---------------- | ------------ |
| Hunden Rund och äventyret Dej | Damm Förlag      | 2007         |
| Hunden Rund och känslostormen | B. Wahlströms    | 2008         |
| Hunden Rund tvärtom           | B. Wahlströms    |              |
| Hunden Rund planterar         | B. Wahlströms    | 2009         |
| Hunden Rund går vilse         | B. Wahlströms    | 2009         |
| Forken blir sjuk              | Hirschfeld Media | 2014         |